# Phyllomelia coronata
Phyllomelia coronata är en måreväxtart som beskrevs av August Heinrich Rudolf Grisebach. Phyllomelia coronata ingår i släktet Phyllomelia och familjen måreväxter. Inga underarter finns listade i Catalogue of Life.